# Joan Chandler
Joan Chandler (n. 24 august 1923, Butler⁠(d), Pennsylvania, SUA – d. 11 mai 1979, New York City, New York, SUA) a fost o actriță americană care a jucat în filmul Rope (1948).

## Filmografie
- Humoresque (1946) — Gina Romney
- Rope (1948) — Janet